# Hussjön
Hussjön är en sjö i Härjedalens kommun och Ljusdals kommun i Hälsingland och ingår i Ljusnans huvudavrinningsområde. Sjön har en area på 0,595 kvadratkilometer och ligger 374,2 meter över havet.

## Delavrinningsområde
Hussjön ingår i det delavrinningsområde (685987-144929) som SMHI kallar för Utloppet av Hussjön. Medelhöjden är 427 meter över havet och ytan är 12,18 kvadratkilometer. Det finns inga avrinningsområden uppströms utan avrinningsområdet är högsta punkten. Vattendraget som avvattnar avrinningsområdet har biflödesordning 4, vilket innebär att vattnet flödar genom totalt 4 vattendrag innan det når havet efter 201 kilometer. Avrinningsområdet består mestadels av skog (66 procent) och sankmarker (16 procent). Avrinningsområdet har 0,62 kvadratkilometer vattenytor vilket ger det en sjöprocent på 5,1 procent.